# Centro Cultural da Penha
O Centro Cultural da Penha é um equipamento público voltado à divulgação da cultura brasileira, propagação do conhecimento e valorização da história do bairro da Penha, onde está localizado. O espaço é ligado ao Coordenação de Centros Culturais e Teatros, da Secretaria Municipal de Cultura da Prefeitura da cidade de São Paulo. É composto pelo Espaço Cultural Mário Zan, da Biblioteca José Paulo Paes, do Teatro Martins Pena, do FabLab, estúdio de gravação Itamar Assumpção e salas de estudos em todos os andares do prédio.

## História
O prédio, construído em 1970, possui quatro andares e ocupa uma área de 3.511,93 m². Com investimentos da ordem de mais de R$ 3 milhões de reais, disponibilizados pela Secretaria Municipal de Cultura,  o prédio sofreu ampla reforma em sua estrutura, interiores e equipamentos, que foi concluída e entregue à população em dezembro de 2012.

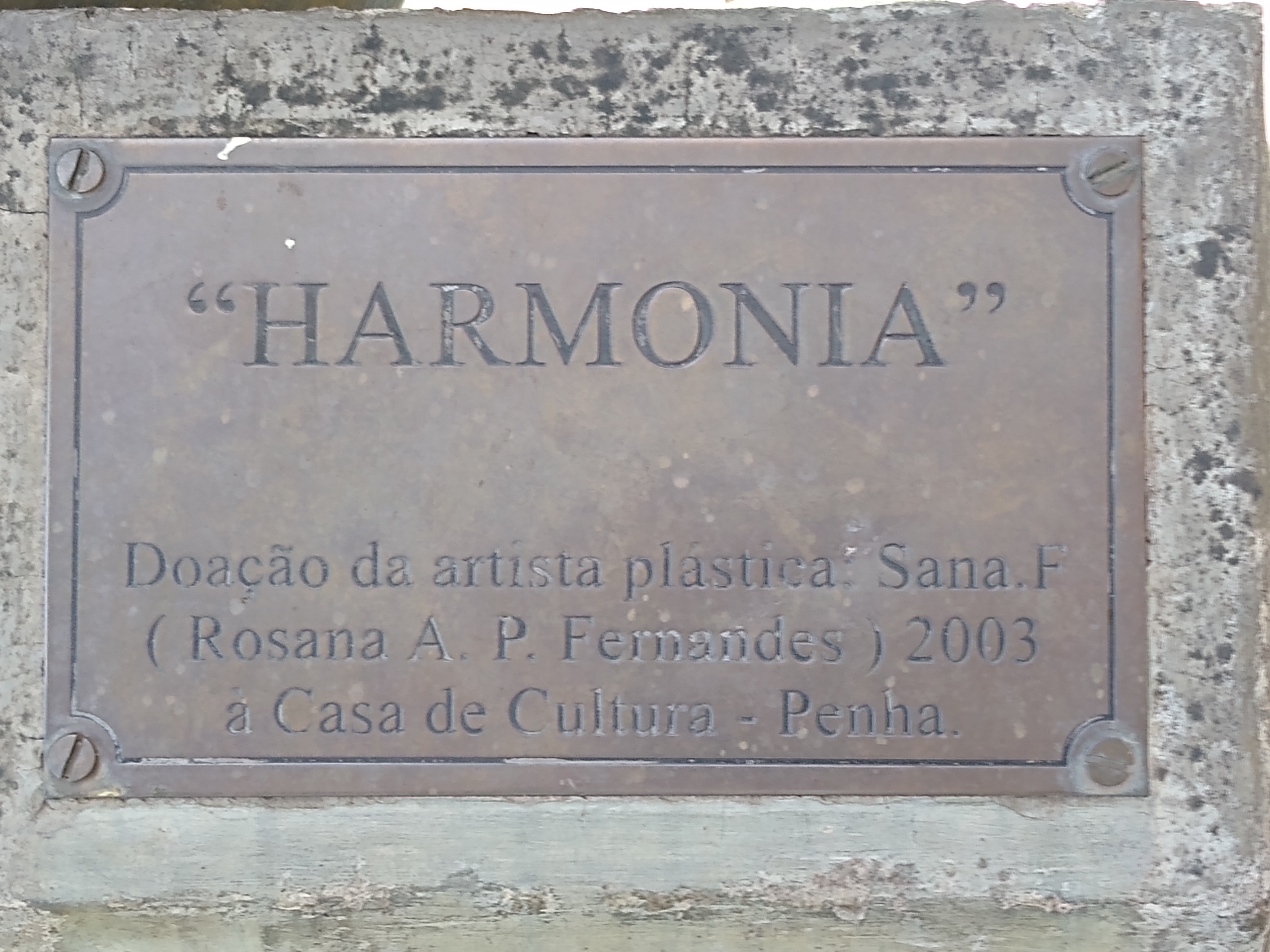
Chapa com o nome da escultura e do artista